# Be Free with Your Love
Be Free with Your Love is een nummer van de Britse band Spandau Ballet uit 1989. Het is de tweede single van hun laatste studioalbum Heart Like a Sky.
Het nummer werd alleen een hit in het Verenigd Koninkrijk, Duitsland, Italië en het Nederlandse taalgebied. In het Verenigd Koninkrijk haalde het een bescheiden 42e positie. In de Nederlandse Top 40 haalde het de 33e positie en de Vlaamse Radio 2 Top 30 werd nog net gehaald met een 30e positie. Dit was ook de laatste hit voor Spandau Ballet in Nederland en Vlaanderen. Het album Heart Like a Sky was geen succes, behalve in Nederland en Italië, en in 1990 ging de band voor lange tijd uit elkaar.